# براخولین
براخولین (به لهستانی:  Bracholin) یک روستا در لهستان است که در گمینا وانگروویتس واقع شده‌است.